# Рамона Штрауб
Рамона Штрауб (нім. Ramona Straub) — німецька стрибунка з трампліна, чемпіонка світу, представниця клубу SC Langenordnach.
Золоту медаль чемпіонки світу Штрауб виборола в складі німецької команди в командних змаганнях на нормальному трампліні чемпіонату 2019 року, що проходив в австрійському місті Зефельд-ін-Тіроль.

## Результати чемпіонатів світу
| Рік  | Нормальний трамплін | Командні, НТ | Змішані командні |
| ---- | ------------------- | ------------ | ---------------- |
| 2017 | 33                  |              | —                |
| 2019 | 18                  | 1            | —                |

## Зовнішні посилання
- Досьє на сайті FIS

## Виноски
1. ↑  Deutsche Nationalbibliothek Record #1052679730 // Gemeinsame Normdatei — 2012—2016.
2. ↑  Olympedia — 2006.
3. ↑  STRAUB Ramona - Athlete Information. www.fis-ski.com. Процитовано 10 липня 2023.
4. ↑  Women's team normal hill results